# Bausen
Bausen – gmina w Hiszpanii, w prowincji Lleida, w Katalonii, o powierzchni 17,64 km². W 2011 roku gmina liczyła 61 mieszkańców.